# بنو ساعدة
بنو ساعدة كانت عشيرة من قبائل يثرب العربية (سميت بعد الإسلام بالمدينة المنورة) في عهد النَّبي مُحمَّد وهي من الأوس والخزرج وتحديدا الخزرج. اسم العشيرة الكامل هو بنو ساعدة بن كعب بن خزرج. قبل إسلامهم كان معظم أعضاء العشيرة يعبدون الأوثان والتي دمرت بعد مجيء الإسلام. ذكر مواليهم أو حلفائهم من اليهود في صحيفة المدينة. يذكر أن النبي مُحمَّد وصل إلى يثرب خلال الهجرة النبوية من مكة مصاحبا ببعض المهاجرين المهمين من أبرزهم أبو بكر الصديق، عمر بن الخطاب وأبو عبيدة بن الجراح.

## وفاة النبي محمد
أصبحت العشيرة معروفة في تاريخ الإسلام عندما توفي النبي مُحمَّد في أواخر يونيو عام 632، حين تجمع العديد من الأنصار تحت «السقيفة» الذين انضم إليهم فيما بعد بعض المهاجرين.
اكتسب سعد بن عبادة تأثيرا ونفوذا بين الأنصار الذين اجتمعوا للتعهد بالتحالف معه بعد وفاة النبي مُحمَّد. نتج عن هذا التجمع، الذي استضيف في سقيفة العشيرة، تسمية أبو بكر الصديق صهر النبي مُحمَّد الخليفة الأول من بين الخلفاء الراشدين وكان ذلك بعد خطاب نابض بالحياة ألقاه عمر بن الخطاب (ثاني الخلفاء الراشدين).
كان فناء السقيفة مغطى حيث كان يتجمع أفراد العشيرة عند الضرورة، وربما لم يكن من قبيل الصدفة أن يكون قد تم اختيارها من قبل «النواة الصلبة» للأنصار، الذين ينتمي معظمهم إلى قبيلة الخزرج، بما فيهم سعد بن عبادة الخزرجي.

## سقيفة بني ساعدة

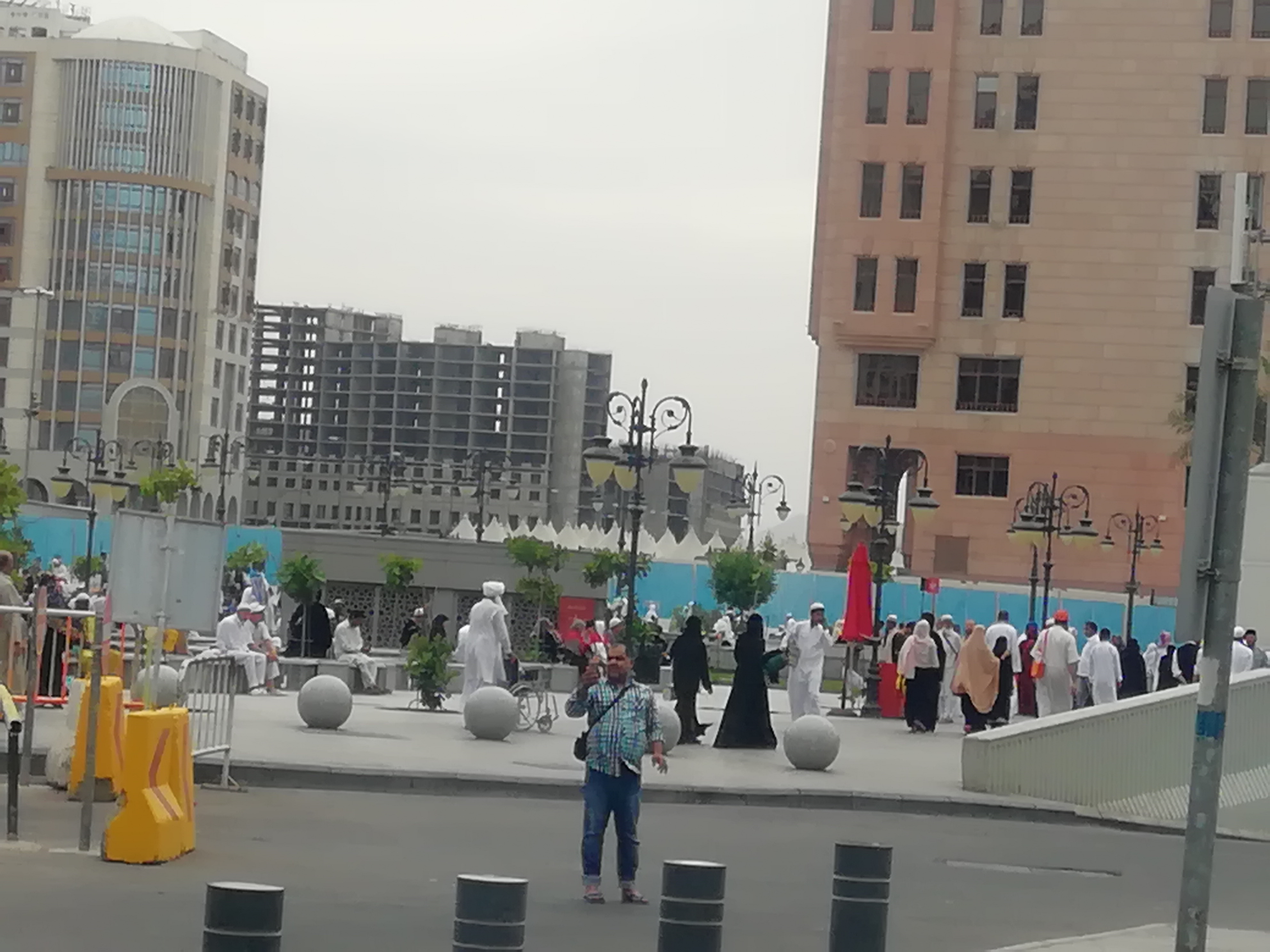
سقيفة بني ساعدة خلف سوق المدينة المنورة قرب المسجد النبوي.

تقع سقيفة بني ساعدة في الجهة الشمالية الغربية من المسجد النبوي بين مساكن قبيلة بنو ساعدة الخزرجية، وكانت السقيفة داخل مزرعة تتخللها بيوت متفرقة حيث تسكن قبيلة بنو ساعدة داخل البساتين المتجاورة، وقد كانت سقيفة بنو ساعدة كبيرة بحيث اجتمع فيها عدد كبير من الأنصار، وأمامها رحبة واسعة تتسع لهذا العدد إن ضاقت عنهم السقيفة نفسها، وكان بقربها بئر لبني ساعدة. وتحولت هذه السقيفة فيما بعد إلى مبنى، تغيرت أشكاله عبر العصور، وهو الآن حديقة تطل مباشرة على السور الغربي للمسجد النبوي.

## للقراءة
- Leon Caetani, Annali dell'Islam, 10 voll., Roma-Milano, U. Hœpli-Fondazione Caetani della Reale Accademia dei Lincei, 1905-1926 (ristampa Georg Olms, New York, 1972).